# Mundell Lowe

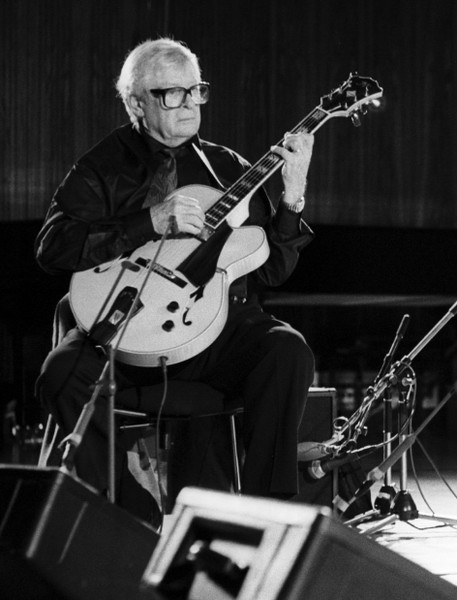
Mundell Lowe in Saarbrücken 2000

Mundell James Lowe (* 21. April 1922 in Laurel, Mississippi; † 2. Dezember 2017 in San Diego) war ein US-amerikanischer Jazzgitarrist und Arrangeur des Swing und Hardbop.

## Leben und Wirken
Mundell Lowe spielte Mitte der 1930er-Jahre mit Abbie Brunies unter anderem in New Orleans, danach mit Pee Wee King 1939 in Nashville. 1943–1945 wurde Lowe eingezogen. Danach spielte er mit Ray McKinley 1946–1947, Dave Martin 1947–1949, Ellis Larkins und Red Norvo 1949. Zwischen 1950 und 1958 arbeitete er als Studiomusiker beim Sender NBC, jedoch auch mit Charlie Parker (Bird Is Free, 1952), dem Sauter-Finegan Orchestra, mit Billy Taylor und Ruby Braff und hatte zeitweise ein eigenes Quartett. Ab 1959 schrieb er auch Filmmusiken (zu hören auf der LP TV Action Jazz) und war in größerem Umfang als Arrangeur tätig.
Im Jahr 1961 wirkte er an dem Album Carmen McRae Sings Lover Man and Other Billie Holiday Classics mit. In den 1960er-Jahren spielte er mit Benny Carter dessen Album Further Definitions ein. Des Weiteren arbeitete er mit Jimmy Forrest und dem Orchester von Quincy Jones. 1972 schrieb Lowe die Titelmusik zum Filmklassiker Was Sie schon immer über Sex wissen wollten, aber bisher nicht zu fragen wagten von Woody Allen. Nachdem es in den 1970er-Jahren ruhig um ihn wurde, hatte Lowe in den 1980er- und 90er-Jahren wieder häufiger Auftritte (unter anderem mit seiner Frau Betty Bennett und seiner Band Transitwest); er war in dieser Zeit auf Tournee als Solist, nach 1990 begleitete er den Pianisten André Previn auf mehreren Platteneinspielungen. 2000 entstand auf einer Deutschlandtournee die CD Mundell’s Moods mit dem Harmonikaspieler und Vibraphonisten Hendrik Meurkens.
Im Lauf seiner Karriere machte Lowe Plattenaufnahmen mit den Musikern Steve Allen, Les Brown, Alice Darr, Benny Goodman, Urbie Green, Johnny Guarnieri, Johnny Hodges, Bobby Jaspar, Richie Kamuca, Ray McKinley, Tony Scott, Billy Taylor, Mary Lou Williams und begleitete die Sängerinnen Chris Connor, Billie Holiday, Lena Horne, Helen Humes, Carmen McRae, Sarah Vaughan und Dinah Washington.
Obwohl Mundell Lowes Schallplattenwerk relativ schmal und unbekannt ist, nennen ihn Morton und Cook „einer der originellsten Gitarristen und Komponisten überhaupt“. Lowe kommt das Verdienst zu, 1956 den Produzenten Orrin Keepnews auf den jungen Pianisten Bill Evans aufmerksam gemacht zu haben.
Zwischen den Jahren 1960 und 1980 entstanden zudem zahlreiche Kompositionen für Film und Fernsehen, darunter 1971 für die Kinoproduktion Billy Jack, ein Western-Drama von Regisseur Tom Laughlin.

## Trivia
Mundell Lowe beging am 21. April 2015 seinen 93. Geburtstag mit einem Konzert im Wiener Jazzland.

## Diskographie

### Als Leader
- 1955: The Mundell Lowe Quartet (Riverside/OJC)
- 1957: A Grand Night For Swinging (Riverside/OJC)
- 1957: Blues For Tomorrow (Sampler mit Lowe, Eat Coast All Stars, Sonny Rollins, Bobby Jaspar, OJC)
- 1959: Mundell Lowe & His All Stars: TV Action Jazz (Fresh Sound Rec.) mit Donald Byrd, Jimmy Cleveland, Herbie Mann, Tony Scott, Eddie Costa
- 1977: Souvenirs (Jazz Alliance, 1977–1992)
- 1989: Sweet ‘n’ Lovely (Fresh Sound Records) mit Tete Montoliu
- 2000: Mundell’s Moods (Nagel-Heyer)

### Als Sideman (Auswahl)
- Benny Carter: Further Definitions (Impulse!, 1961–1966)
- Benny Carter: Live And Well in Japan (OJC, 1977)
- Charlie Parker: The Legendary Rockland Palace Concert, Volume 1 (Jazz Classics, 1952)
- André Previn: Uptown (1990), Old Friends (1991), Jazz At Musikverein (1995), Show Boat (1996) (Telarc)
- Sarah Vaughan: After Hours (Roulette, 1961) mit George Duvivier
- Ben Webster: The Soul Of Ben Webster (Verve, 1957–1958)